# Спарв, Камилла
Камилла Спарв (швед. Camilla Sparv; род. 3 июня 1943 года, Стокгольм, Швеция) — шведская актриса.
Награждена премией Золотой глобус в номинации Лучший дебют актрисы в 1967 году за роль партнёрши Джеймса Коберна в фильме «Смертельный жар на карусели» (1966). Она также появилась в таких фильмах, как «Murderers' Row» (1966), «The Trouble with Angels» (1966), «Золото Маккенны» (1969), «Бегущий по холмам» (режиссёр Роберт Редфорд) (1969), «The Greek Tycoon» (1978), «Америка-3000» (1986) и телевизионных шоу «Rockford Files» и «Hawaii Five-O». В настоящее время в кино не снимается.
В 1965 году была непродолжительное время замужем за американским продюсером Робертом Эвансом. От второго брака имеет двух детей. С июня 1994 года в третьем браке с Фредом Колбером.